# آلفونسوی دهم، پادشاه کاستیا و لئون
آلفونسو دهم (انگلیسی: Alfonso X؛ زاده ۲۳ نوامبر ۱۲۲۱ درگذشته ۴ آوریل ۱۲۸۴) که به ال سابیو (اسپانیایی: el Sabio‎) به معنی دانا شهرت داشت، پادشاه کاستیا، لئون و گالیسیا در قرون وسطا بود.
او یکی از بزرگ‌ترین حامیان سلطنتی آموزش و یادگیری در قرون وسطا بود. او با دیدی جهان‌وطنی دربار خود را به محلی برای توسعهٔ یادگیری تبدیل کرده بود. در دربار او یهودیان و مسلمانان و مسیحیان نقش‌های مهمی داشتند. از کارهای مهمی که با تشویق او صورت گرفتند می‌توان ترجمهٔ آثار عربی و لاتین به زبان بومی کاستالیا بود که باعث تغییرات فکری مهمی شد. او همچنین زبان اسپانیایی را به عنوان زبان اصلی آموزش عالی و زبان علم و قانون به کار برد.
از کارهای بزرگ او می‌توان به نوشتن و تألیف کتاب شعری به نام کانتیگاس د سانتا ماریا (اسپانیایی: Cantigas de Santa Maria‎) (به معنی ترانه‌هایی برای مریم مقدس) اشاره کرد که حاصل جمع‌آوری مجموعه ۴۲۰ شعر، آهنگ‌سازی و نت‌نویسی برای آنها بود. این کتاب به زبان گالیسی-پرتغالی نوشته شده‌است و سرایندگان اشعار آن ناشناس هستند. در این اشعار بیشتر به معجزات مریم مقدس پرداخته شده‌است. این کتاب اعتبار موسیقایی آلفونسو دهم است. اجراهای متعددی از این اثر وجود دارد.
او از حامیان علم ستاره‌شناسی نیز بود و او را با لقب ال آسترولوگو (اسپانیایی: el Astrólogo‎) به معنی ستاره‌شناس نیز می‌شناختند. از کارهای مهم او در این زمینه می‌توان به حمایت او برای ساخت جداول آلفوزاین (انگلیسی: Alfonsine tables) اشاره نمود. دهانهٔ الفنسوس در ماه به افتخار او نام‌گذاری شده‌است.

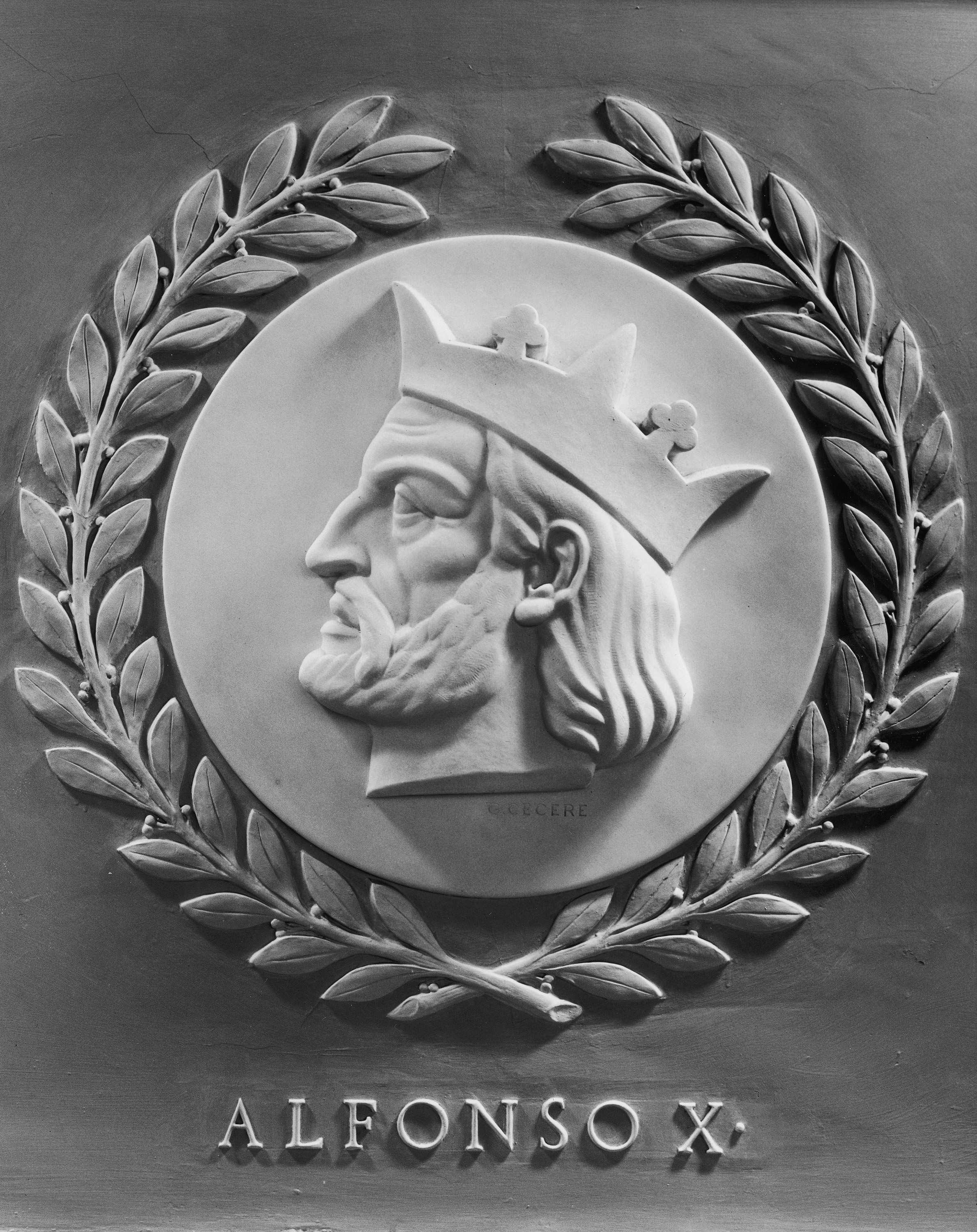
نقش‌برجسته ای از آلفونسو دهم در مجلس نمایندگان ایالات متحده آمریکا برای گرامیداشت یاد او به عنوان یکی از ۲۳ شخصیت برجستهٔ جهان در امر قانونگذاری در سرتاسر تاریخ.

او همچنین اولین قانون اساسی بومی اسپانیا به نام هفت بازی (اسپانیایی: Siete Partidas‎) را تدوین کرد.